# Антоніос Васілакіс
Антоніос Васілакіс  або  Antonio Vassilacchi, також  L'Aliense тобто чужинець (грец. Αντώνιος Βασιλάκης, італ. Antonio Vassilacchi Мілос, 1556 — 15 квітня, 1629, Венеція) — венеційський художник зламу XVI–XVII ст. Працював у містах Венеція, Падуя, Сало, Перуджа.

## Життєпис
Майбутній художник народився на острові Мелос. В молоді роки сина родина Васілакіс перебралась у місто Венеція. У зв'язку і запеклою боротьбою з поневоленням турками-османами, грецькі мешканці колишніх територій Візантії та островів масово емігрували у князівства Італії. Серед емігрантів був і малий Антоніос Васілакіс. У Венеції був квартал греків-емігрантів, але не всіх греків місцеві венеційці сприймали своїми. Не своїм, чужинцем був і  Антоніос Васілакіс, що відбилось у прізвиську L’Aliense (чужинець).

## В майстерні Веронезе
Молодий Антоніос 1572 року влаштувався до майстерні художника Паоло Веронезе. 1574 року його залучили до створення тріумфальної арки до прибуття у Венецію короля Франції Генріха ІІІ, проект котрої створив архітектор Андреа Палладіо. Над декором арки працювали Якопо Тінторетто та Паоло Веронезе, у майстерні котрого працював і Вассілакі.
Відомо, що він був помічником Паоло Веонезе при створенні ним фресок. Співпрацював він також із іншими братами родини Кальярі. Разом із художником Бенедетто Кальярі 1579 року він працював над фресками палацу єпископа у місті Тревізо. Його запросив помічником художник і архітектор Даріо Варотарі (1539–1596), коли працював над декоруванням вілли Емо Каподілісти у Монтеккіа поблизу міста Падуя.

## Відновлювальні роботи в Палаці дожів
1577 року Палац дожів у Венеції постраждав від пожежі. Масштаб ремонтно-відновлювальних робіт був настільки великим, що з ним не міг би упоратись один художник. Над декором Палацу дожів працювало декілька майстрів, залученим до робіт був і Антоніос Васілакіс. Він отримав завдання декорувати практично усі важливі зали, серед котрих — Зала нарад Десяти, Зала Великої Ради, зала Сенату, Зала компасу.

## Робота в церкві Сан Джорджо Маджоре
1559 року бенедиктинські ченці наважились оновити декор в церкві Сан Джорджо Маджоре. Декор вівтаря доручили створити архітекторові Андреа Палладіо. Палладіо невдовзі помер, роботи в церкві затяглися на двадцять один рік. Нарешті проект доручили Васілакісу. За його проектом були створені чотири євангелісти з бронзи, що і прикрасили вівтар церкви. Бенедиктинському ордену належала також церква св. апостола Петра у місті Перуджа. Васілаккі отримав замову на цикл картин з житія Христа. 1602 року художник працював для собору у місті Сало.

## Останні роки
1600 року митець став членом Товариства св. Миколая греків у Венеції, одної з найактивніших громад іноземців у місті.
Художник мав власного історіографа. Ним був художник і учень майстра Карло Рідольфі.
Син художника Стефано теж став художником. Він співпрацював із батьком, але помер молодим. Дві доньки художника стануть чорницями. Серед учнів митця був Томмазо Долабелла (бл. 1570-1650).
Антоніос Васілакіс помер 73-річним 15 квітня 1629 року у Венеції і був похований наступного дня.

## Галерея обраних творів

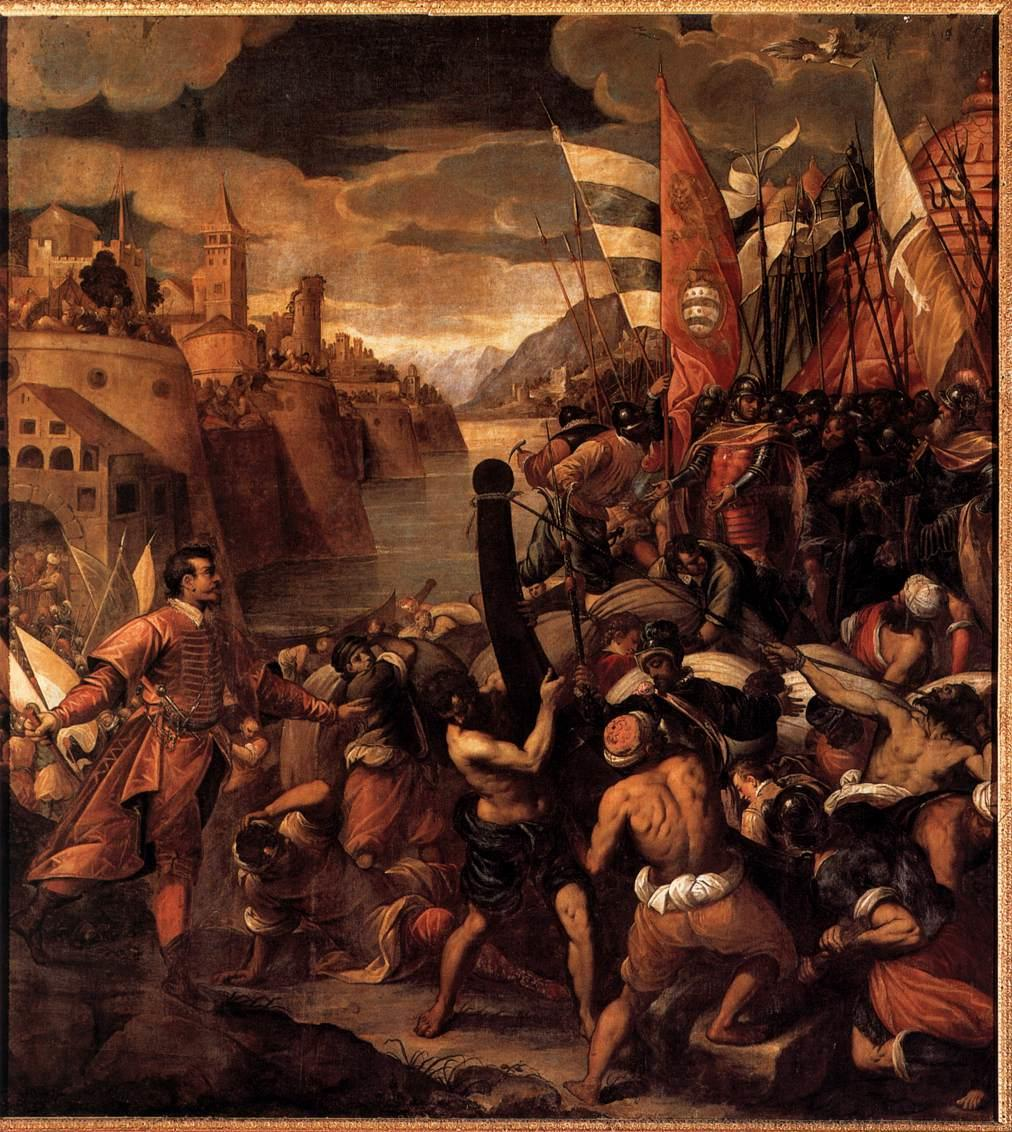
Антоніос Васілакіс. «Захоплення Тіра», Палац Дожів, 1590 р.

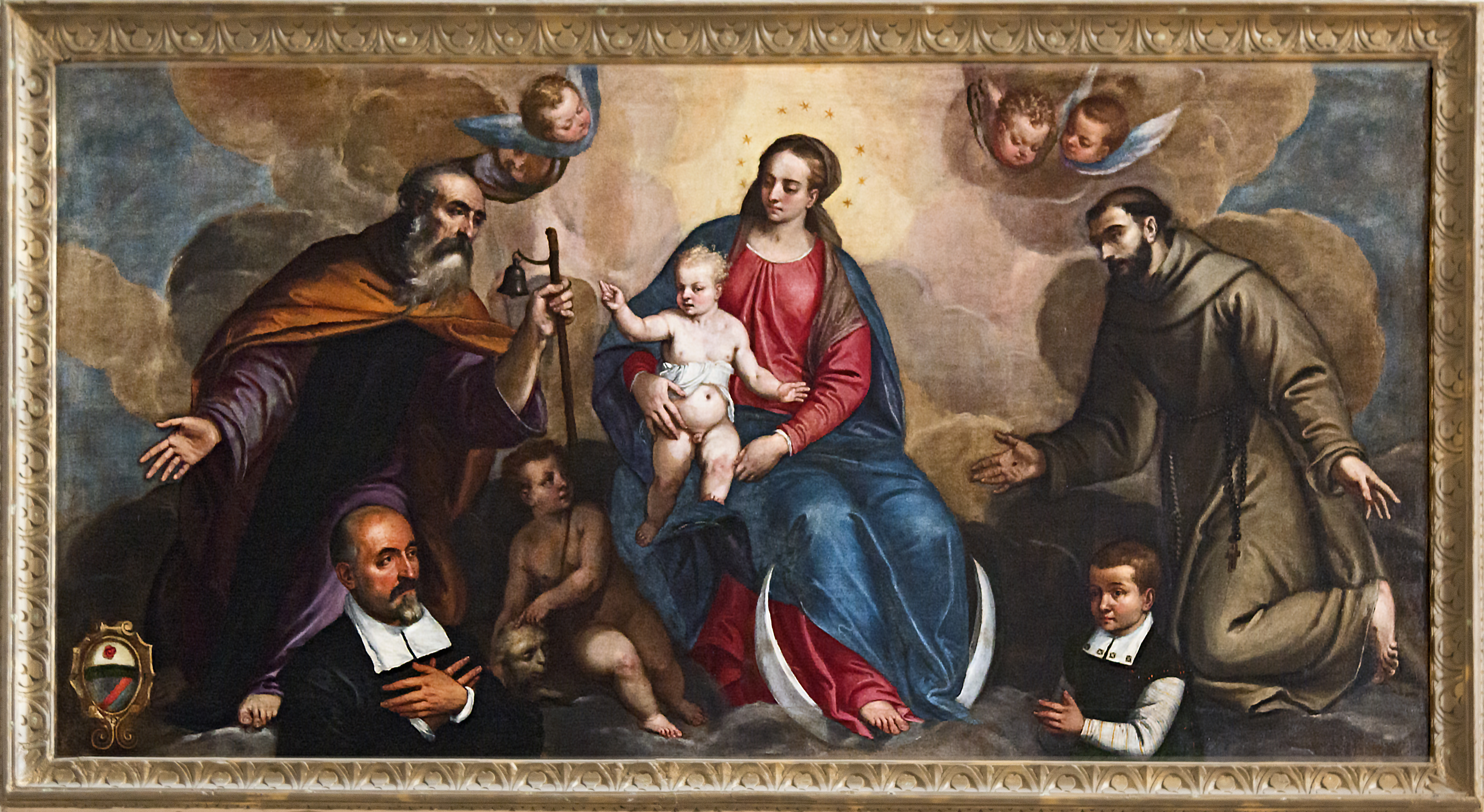
Антоніос Васілакіс. «Мадонна з немовлям, святими і донатором», XVI ст., Церква Сан-Франческо делла Вінья Венеція.
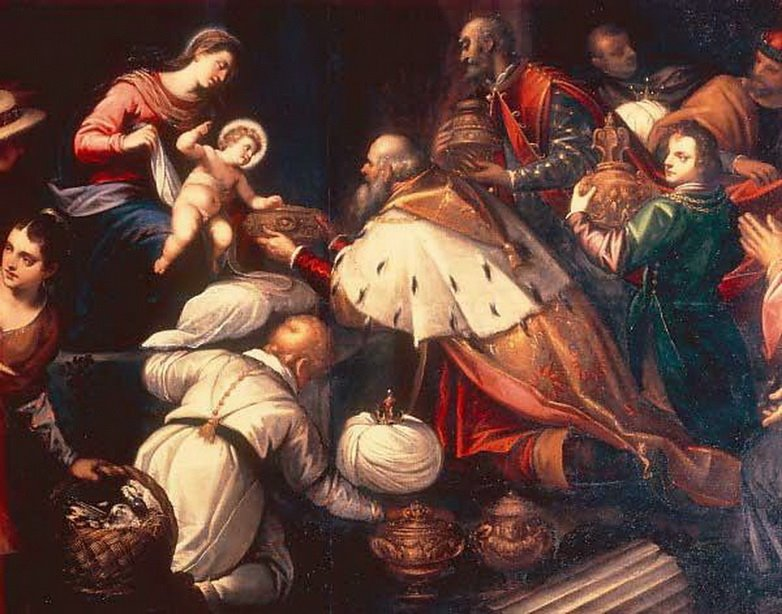
Антоніос Васілакіс. «Поклоніння волхвів», Палац дожів.
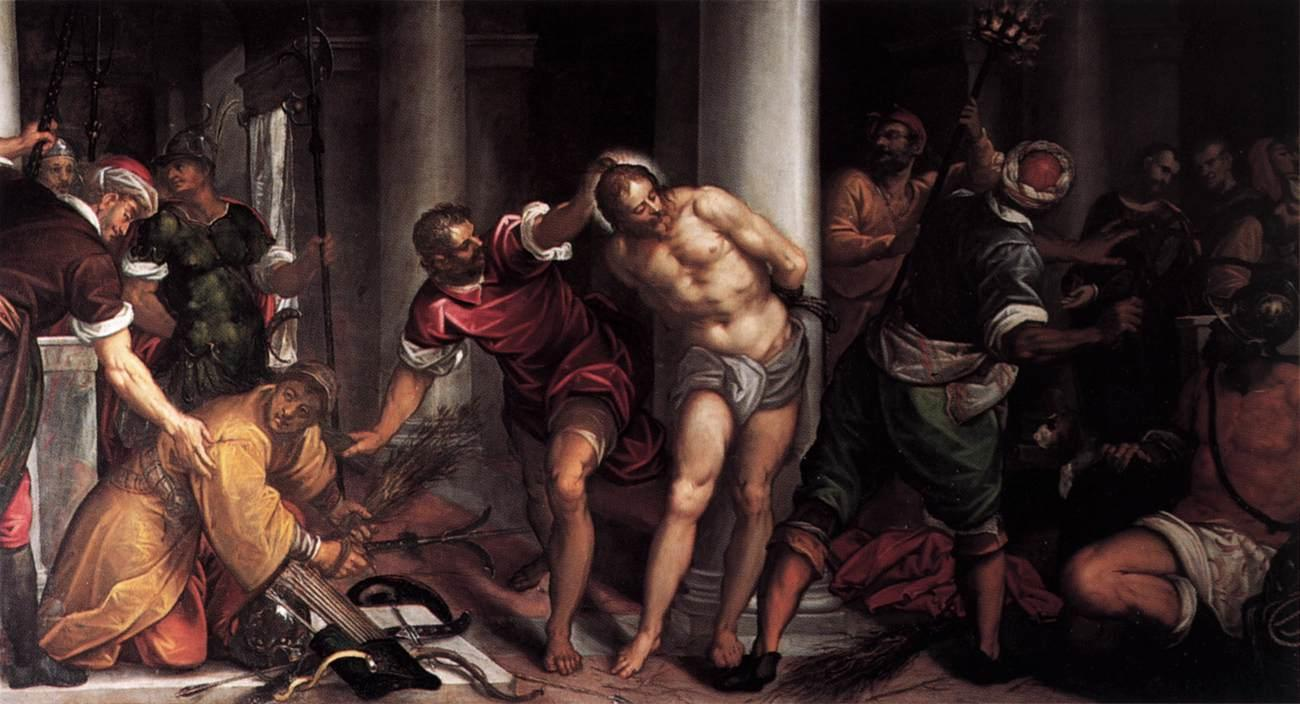
Антоніос Васілакіс. «Побиття Христа біля колони»